# Карвін Джонс
Карвін Джонс (англ. Carwyn Jones; нар. 21 березня 1967, Свонсі) — валлійський юрист і політик, член Лейбористської партії. З 10 грудня 2009 до 12 грудня 2018 року обіймав посаду Першого міністра Уельсу.
Вивчав право в Університеті Аберіствіта, а потім продовжив свою освіту у Лондоні. 1989 року Джонс почав адвокатську практику, працював у Свонсі і Кардіффі. Протягом двох років він також викладав у Університеті Кардіффа.
Почав політичну кар'єру у Раді графства Брідженд, куди він входив протягом п'яти років і протягом року також був лідером фракції лейбористів. 1999 року він був обраний членом Національної асамблеї Уельсу. Один рік по тому, він став членом Автономного уряду Уельсу, де він був відповідальним за питання сільського господарства та розвитку сільських районів. Після виборів 2007 року він став міністром з освіти, культури і валлійської мови.